# Militaire Orde van Sint-Hendrik
De Militaire Orde van Sint-Hendrik (Duits: Militär-Sankt-Heinrichs-Orden) was een Saksische ridderorde. De orde werd op 7 oktober 1736 in zijn oudste vorm ingesteld door Frederik Augustus III van Polen in personele unie met Saksen waar hij als keurvorst Frederik Augustus II regeerde. De orde heeft in zijn bestaan zes fasen doorgemaakt en verschillende namen gedragen. De orde was verbonden met het koninkrijk Polen, het keurvorstendom Saksen en het koninkrijk Saksen en bestaat in de 21e eeuw voort als een particuliere onderscheiding, de erespeld van de Sint-Hendriksorde die zich onder het motto "Pietate et virtute" aan het doorgeven van de ridderlijke en Saksische tradities wijdt.
De schutspatroon van de orde is keizer Hendrik II de Heilige van Duitsland.

## De Koninklijk Poolse en Keurvorstelijk Saksische Militaire Orde van Sint-Hendrik
Maximilian Gritzner vermeldt dat de koninklijk Poolse en keurvorstelijk Saksische Militaire Orde van Sint-Hendrik (Duits: Königlich polnisch und kurfürstlich sächsische Militär-St. Heinrichs-Orden) op op 7 oktober 1736 op het jachtslot Hubertusburg werd gesticht. De vorst vierde die dag zijn veertigste verjaardag. De orde had in die eerste jaren behalve twee voor de grootmeester en zijn vermoedelijke opvolger, de Saksische keurprins, gereserveerde grootkruisen 6 commandeurs en dertig ridders. Polen was een kieskoninkrijk en kende geen kroonprins.
Volgens de statuten werd het kruis van de orde door een ridder aan een rood lint in het knoopsgat gedragen. De commandeurs droegen een iets groter kruis aan een rood lint om de hals. Er waren ook insignes voor de officieren oftewel functionarissen van de orde. In de praktijk werd alleen over de ridders in de Militaire Orde van Sint-Hendrik gesproken en werd de orde altijd om de hals gedragen.
Het grootmeestersambt zou door de keurvorst respectievelijk de koning worden bekleed. Deze regel was ontoereikend omdat de beide functies gescheiden konden worden, iets dat in 1763 ook gebeurde. De scheiding van de Poolse en Keur-Saksische kroon betekende voor de Militaire Orde van Sint-Hendrik dat de orde jarenlang "sliep". De orde werd niet opgeheven maar er werden ook geen nieuwe benoemingen gedaan.
Het versiersel was een druk bewerkt donkerrood geëmailleerd gouden kruis met een centraal medaillon waarop op de voorzijde een gekroonde kop van Sint Hendrik binnen een ring met de tekst "S.HENRICUS IMPERATOR" was afgebeeld. Op de keerzijde stond in het medaillon het motto "PIETATE ET BELLICA VIRTUTE". Tussen de armen waren gekroonde witte Poolse adelaars gelegd. Op de armen waren gekroonde gouden monogrammen "ARIII" geschilderd. Op de zwart met wit geëmailleerde achterzijde van de vier armen waren gekruiste zwaarden geschilderd. Het kruis had een brede gouden ring rond het medaillon en brede gouden randen. Het enige nog bekende exemplaar van deze kruisen werd in 1935 uit het Grünes Gewölbe gestolen en de zwart-wit tekeningen en foto's zijn niet erg duidelijk. Een andere tekening plaatst de tekst "S.HENRICUS IMPERATOR"  binnen het medaillon rond het hoofd van de heilige en laat op de vier armen van de voorzijde grote gekroonde letters "R" zien.

## De eerste ridders
| - De keurprins Frederik Christiaan, op de stichtingsceremonie in 1736 als eerste ridder. - Generaal vorst Czartorysky, op de stichtingsceremonie in 1736 - Generaal Alexander Jozef Sulkowsky, op de stichtingsceremonie in 1736 - Generaal Rutowsky, op de stichtingsceremonie in 1736 - Generaal Maurits van Saksen, op de stichtingsceremonie in 1736 - Generaal-majoor Jean-Frédéric de Diesbach, op de stichtingsceremonie in 1736 - Hertog Johan Adolf II van Saksen-Weißenfels, op de stichtingsceremonie in 1736, in absentia. - Prins Xaver van Saksen, op het stichtingsfeest - Prins Carl van Saksen, op het stichtingsfeest | - Generaal-majoor Prins Georg Ludwig von Schleswig-Holstein-Gottorf (1736) - Generaal Wolf Heinrich von Baudissin de Jongere (1736) - Adam Wilhelm von Lützelburg 1736 - Generaal Moritz Friedrich von Milkau (1736) - Generaal Adam Heinrich Bose (1736) - Generaal Christian August von Friesen (1736) - Generaal Claudius Peter de St. Paul (1736) - Luitenant-generaal graaf v. Castell (1736) - Luitenant-generaal baron v. Friese und v. Stutterheim (1736) | - Generaal Claude de Brosse (1737) - Generaal v. Zühlen (1737) - Generaal Graaf Renard (1737) - "Kronfeldlagermeister" of "Oboźny wielki koronny" Jerzy Marcin Ożarowski (1737) - Vorst August Ludwig v. Anhalt-Cöthen (1738, in absentia.) - Generaal v. Diemar (1738) - Generaal-Majoor en Kastelein van Sandecz Peter Wodzicki (1738) - Luitenant-Kolonel v. Poijk (mogelijk in 1738) - Vorst Dominik Lubomirski (1745) - Graaf Georg Friedrich Gfougk (1745) |

## De Keurvorstelijk Saksische Militaire Orde van Sint-Hendrik
Op 4 september 1768 herstelde prins Xaver van Saksen als regent van het keurvorstendom Saksen voor zijn minderjarige neef Keurvorst Frederik August de enigszins in vergetelheid geraakte orde. Nu was de naam "Kurfürstlich sachsische Militär-St. Heinrichs-Orden". Deze vernieuwing vond, elf dagen voor het eind van het regentschap, met veel pracht en praal plaats. De jonge keurvorst was afwezig, hij was het niet met het herstel van de orde eens.
Op de ring rond het medaillon van het nieuwe kruis, dat uiteraard van alle verwijzingen naar Polen was ontdaan, stond de tekst "XAVERIVS P. P. D. E. AD. S.INSTITVT 1768". Op de keerzijde stond de opdracht "VIRTVTI IN BELLO" rond een zwart met wit medaillon met een paar rode gekruiste zwaarden op een lauwerkrans. Het kruis was achtpuntig kruis van Malta met een centraal medaillon waarop de H. Hendrik was afgebeeld. Er was geen verhoging of kroon en in de armen waren vier groen geëmaileerde ruitenkronen gemonteerd. De armen waren van goud met een brede wit geëmailleerde rand. Het lint was blauw met een smalle gele bies.
- De grootkruisen droegen het kruis aan een lint over de rechterschouder op de linkerheup. Zij droegen op de linkerborst een grote achtpuntige gouden ster met het medaillon van de keerzijde van het ridderkruis.
- De commandeurs droegen oorspronkelijk, naar Franse trant, hetzelfde kruis aan een lint over de rechterschouder op de linkerheup. Zij droegen geen ster. Alleen de eerste twee grootkruisen, luitenant-generaal Georg Karl Freiherr v. Klingberg en generaal-majoor Karl v.Bock, hebben hun commandeurskruis zo gedragen. Misschien droegen zij ook een gouden ster die iets kleiner was dan die van de Grootkruisen[7]. Latere commandeurs droegen in 1806 in ieder geval kleinere gouden sterren op de linkerborst. In de statuten van de orde werd een ster voor de Commandeur pas in 1829 officieel ingevoerd.
- De ridders droegen het kleine kruis volgens voorschrift aan een lint in het tweede knoopsgat. In de laatste jaren van de 18e eeuw, en vooral na de Franse Revolutie, veranderde de mode en men begon ridderkruisen aan een lint op de linkerborst te dragen.

De orde kreeg in 1768 drie graden, grootkruis, commandeur en ridder. Als officieren van de Militaire Orde van Sint-Hendrik werden twee "Ordensbeamten" benoemd. Friedrich Anton v. Heynitz werd "Ordensschatzmeister" en Christian Wilhelm v. Just werd "Ordenssekretär". Zij waren de enige niet militaire leden van de orde en droegen het kleine kruis van de orde in het tweede knoopsgat. Op bijeenkomsten van de orde droegen zij blauwe met goud geborduurde ambtskleding en een ovaal gouden medaillon van hetzelfde model als de ordeversierselen. De kostbare met goud en zijde geborduurde tas waarin de kanselier van de orde het grote zegel voor de Grootmeester uit moest dragen is met een portret van de heilige Hendrik en het grote Saksische wapen geborduurd.
Het grote ovale medaillon van de officieren is met veel aandacht voor de details in emailverf beschilderd en daarna in de oven gebrand. Het ovale versiersel wordt door een vergulde koperen rand met negen decoratieve gaatjes beschermd. Op de voorzijde is de heilige Hendrik in een zilverkleurig harnas met zwart zwaard, geheven witte rijksappel en gouden scepter afgebeeld. De heilige heeft geen halo of stralenkrans en is op een gele achtergrond geschilderd. De met hermelijn gevoerde halflange koningsmantel, de sjerp waaraan het zwaard wordt gedragen en de voering van de kroon zijn scharlakenrood. Naast de heilige die als kniestuk is geschilderd staan de letters "ST. HENR.". Het portret is gefantaseerd en het harnas is laat-middeleeuws. Op de keerzijde zijn de twee gekruiste keurvorstelijke zwaarden in roodachtig goud binnen een ovale lauwerkrans op een zwart-wit veld afgebeeld. Op de blauwe naar paars zwemende ring stond in gouden letters de tekst "XAVERIVS P. P. D. E. AD. S.INSTITVT 1768". Op de keerzijde stond de opdracht "VIRTVTI IN BELLO".
De drie Saksische prinsen Xaver, Carl en hun bastaard-halfbroer de Chevalier de Saxe droegen net als keurvorst Frederik August III totdat Saksen in 1807 als koninkrijk zèlf een ridderorde stichtte het blauwe lint en de ster van de Orde van de Witte Adelaar die zij van hun vader, de Poolse koning, ontvingen. Net als in Frankrijk de gewoonte was bij de door de Franse koninklijke familie gedragen grootlinten van de Orde van de Heilige Geest, daar werd dat lint op de heup met een strik van het lint van de Orde van de Heilige Lodewijk samengebonden, werden de grootlinten gecombineerd. Uniek voor de Pools-Saksische agnaten was het kleine kruis van de Militaire Orde van Sint-Hendrik dat onder het grootkruis van de Orde van de Witte Adelaar op de rechterheup hing. Ondanks zijn bezwaren tegen de instelling van de Militaire Orde van Sint-Hendrik heeft keurvorst Frederik August III het kruis van de door zijn oom gestichte orde tòch gedragen.
De Saksische keurvorst en de prinsen zijn op portretten afgebeeld met het kleine kruis van de Militaire Orde van Sint-Hendrik onder hun Poolse grootkruis. Voor zover bekend is, afgezien van een van de twee insignes van de officieren, geen enkel versiersel uit de keurvorstelijke periode van de Militaire Orde van Sint-Hendrik bewaard gebleven. In de archieven staat opgetekend dat de na de dood van de ridders en grootkruisen bij de Saksische kanselarij ingeleverde versierselen naar de munt werden gestuurd om te worden omgesmolten. In 1807 bood een juwelier enige nog voorradige kruisen aan bij de kanselarij. Deze werden als "onbruikbaar" omgesmolten. Ook de geborduurde sterren werden omgesmolten, zo kon het goud uit het gouddraad en de pailetten worden teruggewonnen. Van de versierselen van ridders, commandeurs en grootkruisen resten ons alleen vage foto's, tekeningen en beschrijvingen. Het overgebleven medaillon van een van de officieren ligt in het museum van de Bundeswehr.

## De in 1768 benoemde leden van de Keurvorstelijk Saksische Militaire Orde van Sint-Hendrik
- Keurvorst Friedrich August III van Saksen was Grootmeester
- Prins-Regent Xaver droeg op de eerste plechtigheid al het grootkruis.
- Prins Karel van Saksen droeg op de eerste plechtigheid al het grootkruis.
- Johann Georg van Saksen droeg op de eerste plechtigheid al het grootkruis.
- Leopold Nicholaus Freiherr v. Ende Deze Minister van Binnenlandse Zaken werd als eerste Ordesecretaris ook het eerste Grootkruis buiten de Keurvorstelijke Familie.
- Generaal-majoor der Infanterie Johan Karl von Bock.
- Luitenant-generaal en Inspecteur der Infanterie Georg Karl Freiherr v. Klingberg
- 14 Saksische officieren werden "Ritter" of "Kleinkreuz".
- 12 buitenlandse officieren, zij zouden worden opgeroepen om het kruis te ontvangen. Omdat die uitnodiging nooit werd verstuurd kregen 5 van hen het recht om het kruis in afwachting van de installatie te dragen.
- Generaloberbergkommissar Friedrich Anton von Heynitz werd officier en schatmeester ("Ordensschatzmeister")
- Geheimer Kriegsrat Christian Wilhelm von Just werd officier en ordesecretaris ("Ordenssekretär")

In zijn politiek testament, een in 1787 samengesteld memorandum voor zijn opvolger, schreef keurvorst Friedrich August III dat hij "altijd veel bedenkingen had gehad" over de door zijn oom ingestelde militaire orde. De zieke vorst schreef dat hij bedenkingen had omdat de orde "ongewoonlijkerwijs tijdens zijn minderjarigheid in zijn naam was ingesteld" en "allerhande personen tijdens de eerste reeks benoemingen deze orde hadden gekregen". Friedrich August vervolgde met het uitspreken van zijn dankbaarheid aan zijn "vaderlijke en op vele vlakken, waaronder de organisatie van het Saksische leger verdienstelijke prins, die hij ondanks enige fouten niet in het openbaar zou willen berispen". Toch kon hij de Militaire Orde van Sint-Hendrik "zolang Prins Xaver leeft niet toekennen". Pas na diens overlijden kon de orde in oorlogstijd, "met voorbijgaan aan de eerder benoemde ridders en volgens nieuwe strikte regels", weer worden toegekend.

## De Keurvorstelijk Militaire Medaille van Verdienste
Op 17 maart 1796 stichtte keurvorst Frederik August de Keurvorstelijk Militaire Medaille van Verdienste (Duits: "Kurfürstliche Militär-Verdienstmedaille").
De medailles met zijn portret waren al in 1792 geslagen. De medaille zou in 1849 als Medaille van de Orde van Sint-Hendrik deel van de Militaire Orde van Sint-Hendrik gaan uitmaken. De dragers van deze gouden of zilveren medaille zouden, als "Inhaber" de vijfde graad van de orde vormen en daarmee ook daadwerkelijk lid van de orde zijn.
De ridders en de dragers van de zilveren medaille ontvingen een ere-soldij. In 1936 werd deze soldij ook aan de dragers van de gouden medailles toegekend. Ook de Bondsrepubliek Duitsland heeft deze ere-soldij van 25 mark per jaar nog uitbetaald. De dragers hadden ook recht op militair eerbetoon en een militaire begrafenis.
In de nieuwe statuten was sprake van een beloning van "Ausgezeichnet Tapferer, mit Besonnenheit und ohne Tollkühnheit" succesvol uitgevoerde taak aan het front, De medailles konden bij uitzondering ook voor vergelijkbare daden achter de linies worden uitgereikt. De medailles werden eigendom van de gedecoreerde soldaat maar moesten na diens overlijden desondanks worden teruggestuurd naar de "Geheime Kriegskanzlei" in Dresden. De nabestaanden ontvingen 25 of 100 Taler schadevergoeding. Deze teruggaveplicht bestond tot 1945.
In 1959 werd in Bamberg het "Konvent der Königlich Sächsischen Militär St.Heinrichs Ritter und Medaillenträger" ingesteld.

## De Keurvorstelijk Saksische Militaire Orde van Sint-Hendrik na 1796
Na jarenlange aarzeling heeft keurvorst Frederik August de Keurvorstelijk Saksische Militaire Orde van Sint-Hendrik op 1 juli 1796 "geconfirmeerd" wat zoiets als een bevestiging van het bestaan van de sinds 28 jaar genegeerde Orde van Sint-Hendrik inhield. De Keurvorst liet weten dat de orde in het vervolg voor militaire verdiensten zou worden toegekend. Aan dit herstel werden geen feestelijkheden verbonden.
De keurvorst kwam onder druk van de Saksische deelname aan de coalitie-oorlogen tegen het revolutionaire Frankrijk tot een herziening van het in zijn uit 1780 stammende "politiek testament" waarin hij had bepaald dat de door zijn oom ingestelde Militaire Orde van Sint-Hendrik pas weer mocht worden uitgereikt wanneer Prins Xaver was gestorven. aanleiding tot dit besluit was de ontevredenheid van de keurvorst met de door hem als "allerhande Personen" geschetste eerste groep ridders. Xaver leefde nog tot 1806.
De versierselen van de orde veranderden enigszins; het kruis kreeg een keurhoed als verhoging en verbinding met het lint. De kleine kogeltjes op de acht punten van het kruis werden in het vervolg weggelaten. Op de ring stond nu "XAV.ADM.SAX.INST.FRIED.AUG.ELECT.CONFIRM." waarmee recht werd gedaan aan de stichter en de hersteller van de orde.
De orde kreeg geen nieuwe statuten. De keurvorst verordonneerde in een afzonderlijk besluit dat een ridder in de Militaire Orde van Sint-Hendrik geen andere ridderorde mocht dragen. Wie al was gedecoreerd met bijvoorbeeld het Pruisische Pour le Mérite mocht de Militaire Orde van Sint-Hendrik niet aannemen.
Omdat veel voor opname in de Militaire Orde van Sint-Hendrik in aanmerking komende Saksische officieren voor hun gevechten tegen de Fransen aan het Rijnfront al door Pruisen waren gedecoreerd werden bij de eerste verdeling van kruisen van de Militaire Orde van Sint-Hendrik op 10 augustus 1796 slechts 7 kleine kruisen uitgereikt. Daarbij bleef het tot 1807.

## De Koninklijk Saksische Militaire Orde van Sint-Hendrik
In de jaren tot 1807 werd de orde niet verleend maar in 1807, Saksen was in die dagen een trouwe bondgenoot van Napoleon, werd de orde door Frederik August I van Saksen als "Königlich Sächsischer Militär-St.-Heinrichs-Orden" heropgericht en van drie graden voorzien. Dat gebeurde zonder plechtigheid en zonder publiciteit, quasi als voortzetting van de al bestaande keurvorstelijke orde. Over de vorm, die veranderde, en de organisatie werd niets naders voorgeschreven. De eerder voorgeschreven "Singularität" werd niet meer gehandhaafd. Binnen het Saksische decoratiestelsel volgde de Militaire Orde van Sint-Hendrik op de exclusieve Orde van de Kroon van Wijnruit. De ridders hadden recht op een ere-soldij.
De eerste twee grootkruisen werden aan naaste medewerkers van keizer Napoleon Bonaparte uitgereikt. Daarna volgden andere Franse maarschalken.  
- 1 maarschalk Berthier, hertog van Neuchâtel. 24 juli 1807
- 2 maarschalk Bessières, hertog van Istrië, 24 juli 1807
- 3 maarschalk Lannes, hertog van Montebello. 24 juli 1807
- 4 maarschalk Lefèbvre, hertog van Danzig. 24 juli 1807
- 5 maarschalk Davoût, hertog van Auerstädt. 2 januari 1808
- 6 generaal Clarke, hertog van Feltre, minister van Oorlog van Frankrijk.  20 mei 1808
- 7 maarschalk Bernadotte, vorst van Pontecorvo. november 1809
- 8 maarschalk Junot, hertog van Abrantès. november 1809
- 9 graaf Jean-Baptiste Cyrus de Timbrune de Valence, november 1809
- 10 maarschalk graaf Jean-Louis-Ébénézer Reynier, 14 oktober 1812
- 11 markies Laurent de Gouvion Saint-Cyr, Frans militair gouverneur van Dresden, 14 november 1813

In de jaren 1807 - 1815 werden 28 commandeurskruisen, 517 ridderkruisen, 143 gouden medailles en 429 zilveren medailles uitgereikt.
Na 1815 werden enige grootkruisen aan de bevelhebbers van de geallieerde legers uitgereikt.
- 12 veldmaarschalk Barclay de Tolly, Russisch veldheer. 1815
- 13 luitenant-generaal Heinrich Wilhelm von Zeschau, chef van de Saksische Geheime Oorlogskanselarij. 23 juli 1815
- 14 generaal Carl Christian Erdmann Edler v. Le Coq, bevelhebber van het Saksische Leger. 23 juli 1815
- 15 Ernst Friedrich Anton van Saksen-Coburg-Saalveld. 29 december 1815
- 16 Heinrich v. Cerrini, minister en gouverneur van Dresden voor 60 jaar trouwe dienst en betoonde moed in de veldtochten tussen 1757 en 1807. 14 november 1817
- 17 prins Frederik August II van Saksen, de latere koning Frederik August II voor bewezen moed in de oorlogen tot 1815. 25 februari 1827
- 18 Carl Friedrich Wilhelm von Gersdorff, voor bewezen moed in de oorlogen tot 1815. 1828
- 19 Heinrich Adolph v. Gablenz, voor bewezen moed in de oorlogen tot 1815. 1828

In de jaren 1815 - 1829 werd slechts een twintigtal militairen onderscheiden.
Op 23 december 1829 kreeg de orde een vierde graad, die van commandeur IIe Klasse, en werden door koning Anton van Saksen statuten opgesteld.
Dat het aan actuele en gepubliceerde statuten ontbrak past in de absolutistische politiek van de Saksische koning. De vorst werd, nu de orde voortbestond met alleen de nooit gepubliceerde statuten uit 1768, niet door voorschriften gehinderd. Anders dan bij andere militaire orden die voor dapperheid werden uitgereikt kwam er geen Kapittel bijeen. De nieuwe statuten legden vast dat de orde voor "verdienste in het veld van de officieren van het koninklijk Saksische leger verleend zou worden". Bij uitzondering konden ook vreemdelingen worden gedecoreerd.
Men moest als Saksisch officier eerst het ridderkruis verwerven alvorens men bevorderd kon worden. In de praktijk werden de daarna benoemde grootkruisen en commandeurs tegelijk tot ridder en grootkruis benoemd. Voor bijzondere verdienste in vredestijd en een gouden jubileum konden de hierboven vermelde regels terzijde worden gelegd.
- 20 keizerlijk Oostenrijks generaal der Cavalerie Karl Gorczkowski von Gorczkow, voor het neerslaan van de Hongaarse opstand  1848
- 21 keizerlijk Oostenrijks generaal-veldtuigmeester en Ban van Kroatië Joseph Freiherr v. Jelacich von Buzim, voor het neerslaan van de Hongaarse opstand  1848
- 22 Bernard van Saksen-Weimar, luitenant-generaal in Nederlandse dienst, als erkenning van zijn eerdere verdiensten in de oorlog en ter gelegenheid van zijn 60jarig jubileum als officier. 1857

In de jaren 1829 - 1848 werden niet meer 19 militairen gedecoreerd of bevorderd.
Saksen was in 1848 actief betrokken bij de Duits-Deense Oorlogen om Sleeswijk-Holstein.
- 23 Ludwig Freiherr von der Gablenz, veldmaarschalk-luitenant, voor dapperheid als corpscommandant in Sleeswijk tijdens de Duits-Deense oorlog. 1864

In 1849 - 1866 werden 5 commandeurs, 8 commandeurs IIe Klasse, en 118 ridders benoemd. Daarnaast waren er 9 gouden en 212 zilveren medailles.
In 1866 vocht Saksen met Oostenrijk, Hannover, Nassau, Hessen en de Zuid-Duitse staten tegen Pruisen in de Duitse Oorlog.
- 24 kroonprins Albert van Saksen, voor dapperheid als corpscommandeur in de strijd tegen de Pruisen. 1866

De door Saksen verloren broederoorlog leverde 39 ridders, 20 gouden en 264 zilveren medailles op.
In 1870 vochten Saksische militairen zij aan zij met hun voormalige Pruisische vijanden tegen Frankrijk. 
- 25 prins Frederik Karel van Pruisen 24 augustus 1870
- 26 keizer Wilhelm I van Duitsland, koning van Pruisen ontving op 2 oktober 1870 in zijn hoofdkwartier in Versailles een grootkruis en een commandeurskruis met een lauwerkrans[18] aan Er was ook een bijpassende ster met lauwerkrans rond het medaillon.
- 27 kroonprins Friedrich Wilhelm van Duitsland en Pruisen. 2 oktober 1870
- 28 Helmut Graaf v. Moltke, chef van de Grote Generale Staf. 2 oktober 1870

In de jaren 1870 - 1872 werden 6 nieuwe of bevorderde commandeurs Ie Klasse, 6 commandeurs IIe Klasse, 117 ridders, 73 gouden medailles en 967 zilveren medailles geteld. 
In 1893 schonk het leger een prachtige gouden keten met daaraan een grootkruis aan de jubilerende koning Albert. Albert was als prins al met een grootkruis gedecoreerd.
- 29 prins George van Saksen, de latere koning George I van Saksen die 25 jaar het XIIe Duitse Legerkorps had gecommandeerd.

In de koloniale oorlogen die Duitsland rond 1900 in Zuidwest-Afrika en China uitvocht werden twee ridderkruisen uitgereikt. Daarnaast was er een gouden en een zilveren medaille.
In de Eerste Wereldoorlog werden vooral de bondgenoten van Saksen met grootkruisen gedecoreerd. Het ging om elf grootkruisen. Soms werden verguld zilveren sterren en kruisen van povere kwaliteit besteld. Andere grootkruisen ontvingen een set hergebruikte gouden versierselen van vóór 1905, soms zelfs stammend uit de Napoleontische periode. De in de Eerste Wereldoorlog uitgereikte kruisen werden eigendom van de nabestaanden van de gedecoreerden. 
- 30 Friedrich August III van Saksen. De koning werd tijdens een bezoek aan het Frans-Duitse front in de Champagne door de in rang hoogste Saksische generaal v. Kirchbach "namens het leger" gevraagd om "in het vervolg het grootkruis te dragen". De Saksische koning bezat als Grootmeester van de Militaire Orde van Sint-Hendrik al een ster, een grootkruis en het grote versiersel van de grootmeester van de Militaire Orde van Sint-Hendrik maar mocht zich nu als 30e Grootkruis in de orde beschouwen. De koning kon zichzelf niet onderscheiden en deze gang van zaken was in Duitsland gebruikelijk[20].
- 31 Wilhelm II Duits keizer en koning van Pruisen ontving op 22 oktober 1914 een grootkruis, commandeurslint, ster en ridderkruis van de orde. In een begeleidend schrijven werd opgemerkt dat "de hoge heer het grootkruis bij gelegenheid om de hals zou zou kunnen dragen"[21].
- 32 Frans Jozef I keizer van Oostenrijk, 4 mei 1915.
- 33 Ferdinand I tsaar van Bulgarije. 13 december 1915.
- 34 Mohammed V, sultan van Turkije. 14 januari 1916.
- 35 Lodewijk III, koning van Beieren[22]. 27 januari 1917.
- 36 Willem II, koning van Württemberg. 29 januari 1917.
- 37 Karel, keizer van Oostenrijk, bevorderd tot grootkruis na in april 1916 al het ridderkruis te hebben ontvangen. 14 november 1917.
- 38 Rupprecht, kroonprins van Beieren 7 mei 1918
- 39 Wilhelm van Pruisen, kroonprins van Duitsland en Pruisen.

De kroonprinsen Rupprecht en Wilhelm waren eerder ridder, commandeur der Ie en IIe Klasse en waren de enige twee leden die alle vier de graden van de Militaire Orde van Sint-Hendrik hebben doorlopen. De andere grootkruisen werden voor de vorm tegelijk tot ridder en tot grootkruis benoemd. 
- 40 Erich Ludendorff, generaal-kolonel en eerste kwartiermeester bij de chef van de Generale Staf van het Veldleger.

Tijdens de lange en bloedige Eerste Wereldoorlog vochten Saksische soldaten op meerdere fronten en op zee. Het leverde 14 commandeurs Ie Klasse, 113 commandeurs IIe Klasse,
De lagere graden in de Militaire Orde van Sint-Hendrik werden vaker verleend dan die van grootkruis. Toch bleef het voor de officieren een grote eer om het kruis van de orde te mogen dragen. De Saksische ridders droegen hun ridderkruis dan ook vóór het IJzeren Kruis IIe Klasse en vóór alle andere Saksische en vreemde onderscheidingen. Het aantal onderscheidingen is precies bekend.
- 35 gouden en zes verguld zilveren grootkruisen.
- 37 gouden commandeurskruisen in de periode 1807 - 1829
- 14 verguld zilveren commandeurskruisen Ie Klasse
- 20 gouden en 153 verguld zilveren commandeurskruisen IIe Klasse
- 763 gouden en 2749 verguld zilveren ridderkruisen.
- 354 gouden en 47 verguld bronzen medailles
- 8985 zilveren medailles

Het kapittel van de Orde van Sint-Hendrik is ook na het uitroepen van de republiek Saksen in november 1918 bijeen blijven komen om de voordrachten die nog niet waren afgedaan te beoordelen. Zo werden nog in 1920 ridders in deze orde benoemd. De Saksische regering bleef tot 1945 versierselen van overleden leden van de orde terugvorderen.

## De juweliers
De eerste versierselen werden door onbekende juweliers en goudsmeden vervaardigd. De geborduurde sterren werden in ateliers gemaakt, omdat deze sterren sleten, dof of vies werden en een enkele op het uniform of op de geklede jas geborduurde ster niet voldeed bestelden de leden van de Militaire Orde van Sint-Hendrik tweede en derde sterren voor eigen gebruik. Tussen 1807 en 1849 waren C.H. Roßbach in Dresden en de "Goldarbeiter" Künzel leverancier van kruisen en van metalen medaillons die in het midden van geborduurde sterren werden aangebracht. In het midden van de 19e eeuw werden ook goedkope sterren van geperst zilverblik met lakvulling uitgereikt. In 1849 gaf de Kanselarij van de Militaire Orde van Sint-Hendrik het exclusieve recht van levering aan Gustav Adolph Scharffenberg in Dresden. Hij en zijn opvolgers waren tot 1903 de exclusieve "Goldarbeiter für die königlich sächsische Ordenskanzlei". Na 1903 werd op de versierselen van alle Saksische orden bezuinigd. Scharffenberg moest nu met de minder vakkundige maar goedkopere juweliers Roesner en Osang concurreren. De verguld zilveren kruisen en sterren werden met een "S" gekeurd. Na 1915 leverde Gustav Hermann Osang alle versierselen van de Militaire Orde van Sint-Hendrik. De kwaliteit van het smeedwerk en vooral van de emaillering ging sterk achteruit. De beroemde Weense juwelier Christian Friedrich Rothe&Neffe leverde vooral in het midden van de 19e eeuw prachtige massief gouden of verguld zilveren sterren voor Grootkruisen en Commandeurs Ie Klasse die ontevreden waren met de door het Saksische Hof uitgereikte sterren van zilverblik en was.
Voor bijzondere uitvoeringen van sterren en kruisen werd de Firma Moritz Elimeyer in de Jüdenhof in Dresden gecontracteerd. Moritz Elimeyer was van 1856 tot 1909 "Königlich sächsischer Hofjuwelier und Hoflieferant". Wanneer een onderscheiding met briljanten of een bijzonder fraaie uitvoering van versierselen van de Militaire Orde van Sint-Hendrik
nodig waren om koningen te onderscheiden ging de opdracht naar Elimeyer. De sterren van Elimeyer onderscheiden zich door de gebrillanteerde stralen. Ook de ster met de lauwerkrans van keizer Wilhelm I was van de hand van Elimeyer.

## De graden
- Militaire Orde van Sint-Hendrik
  - Grootkruis (Großkreuz)
  - Commandeur der Ie Klasse (Komtur 1. Klasse)
  - Commandeur der IIe Klasse (Komtur 2. Klasse)
  - Ridder (Ritter)
- Militaire Sint-Hendriksmedaille
  - Medaille in Goud
  - Medaille in Zilver

De dragers van de medailles zijn, anders dan gebruikelijk, lid van de Militaire Orde van Sint-Hendrik.
Met de naam die hij voor de orde koos eerde de Saksische vorst de Duitse keizer Hendrik II die in het begin van de 11e eeuw Midden-Duitsland kerstende en als een voorbeeld van ridderlijkheid gold.
Op de geschilderde medaillons is keizer Hendrik geharnast, gekroond en gehuld in een korte koningsmantel. Hij heeft een scepter en een rijksappel in zijn handen.
In 1807 werd voor een gouden kruis met acht punten als kleinood van de orde gekozen. In het midden is een portret van Hendrik II op een gele achtergrond geschilderd in emailverf. Op de blauwe ring om het medaillon staat in gouden letters "Frid. Aug. D. G. Rex Sax. Instauravit". De keerzijde draagt het Saksische wapen met de wijnruitkroon en een blauwe ring met het motto van de orde "Virtuti in bello".
Als verhoging dient een gouden koningskroon.
De ster was tot in het midden van de 19e eeuw geborduurd, later was zij van massief zilver. Anders dan door Maximilian Gritzner werd afgebeeld is de ring van het medaillon altijd met twee lauwertakken versierd.
Het lint is hemelsblauw met citroengele strepen langs de rand.
De versierselen waren tot in de Eerste Wereldoorlog van goud, toen werden vanwege de precaire economische toestand ook vergulde zilveren kruisen uitgereikt.
Er zijn ook een gouden keten en een gouden "grootmeesterkruis" bekend.
De grootkruisen droegen hun kruis aan een breed lint over de rechterschouder en een ster van de orde op de linkerborst. De commandeurs der Eerste Klasse droegen een kruis aan een lint om de hals en een kleinere ster op de linkerborst. De commandeurs der IIe Klasse droegen een kruis aan een lint om de hals en de ridders droegen een kruis aan een smal lint in het knoopsgat of op de linkerborst.
De hofjuweliers G.A.Scharffenberg en A.Roesner in Dresden maakten in de Eerste Wereldoorlog holle en daardoor lichte ridder en commandeurskruisen van verguld zilver. Er werden tijdens de vier oorlogsjaren 14 commandeurs der Ie Klasse en 153 commandeurs benoemd. De grootkruisen werden zwaarder uitgevoerd en waren ook in deze oorlogsperiode van goud.
De orde is nooit aan dames toegekend. De medailles waren voor dappere onderofficieren, zij kwamen in het Duitsland van die tijd niet voor een Ridderkruis in aanmerking, bestemd.
De medailles bestaan in de varianten goud, verguld zilver, verguld brons en zilver. Zij dragen het portret van de keurvorst of koning en op de keerzijde te tekst "FÜT VERDIENST UND TREUE". Omdat Saksen in 1866 vernietigend verslagen was door Pruisen, de Saksische koning was krijgsgevangene gemaakt en Dresden was bezet, moesten dappere onderofficieren met in Wenen gefabriceerde medailles worden onderscheiden. Er zijn in 1918 geen medailles van "oorlogsmetaal" zoals zink of koper geslagen.

## Enige ridders in de graden beneden die van grootkruis
| - Aartshertog Frederik van Oostenrijk, commandeur Ie Klasse, 20 mei 1915 - Eduard von Böhm-Ermolli, generaal-kolonel, commandeur IIe Klasse, 30 augustus 1917 - Dietrich von Choltitz, luitenant der Cavalerie, commandeur II. Klasse, 1917 - Franz Conrad von Hötzendorf, Oostenrijks generaal der Infanterie, commandeur II. Klasse, 20 mei 1915 - Oskar von Hutier, generaal - Max Immelmann, vliegenier - Paul von Lettow-Vorbeck, generaal-majoor, 1920 - Kurt Wahle, luitenant-generaal, 1920 - Karl August Nerger, kapitein ter Zee 1918 - Georg-Hans Reinhardt - Arthur Arz von Straußenburg, generaal der Infanterie, ridder, 14 november 1917 - Friedrich Bertram Sixt von Armin, generaal, gommandeur IIe Klasse , 7 mei 1918 - Prins Karel Theodoor in Beieren - Leopold van Beieren - Otto von Below | - Vorst Bernhard III van Saksen-Meiningen - Aartshertog Frederik van Oostenrijk - George Albert van Schwarzburg-Rudolstadt - Prins August van Württemberg - Prins Willem Ernst van Saksen-Weimar-Eisenach - Hendrik XXVII van Reuss - Alexander von Linsingen - August von Mackensen - Georg von der Marwitz - Helmuth Johannes Ludwig von Moltke "De jonge Moltke" - Alexander August Wilhelm von Pape RMWO - Prins Eitel Frederik van Pruisen - Prins Oscar van Pruisen - Kroonprins Wilhelm van Pruisen en Duitsland | - Manfred von Richthofen, de beroemde "Rode Baron" - Kroonprins Rupprecht van Beieren - Graaf Frederik August Rutowski, een bastaard van August de Sterke en een van de ridders in 1736 - Hertog Johan Adolf II van Saksen-Weißenfels, een van de ridders in 1736 - Prins Ernst Hendrik van Saksen - Prins Frederik Christiaan van Saksen - Prins Frederik August George van Saksen S.J. - Admiraal Reinhard Scheer - Johann Adolf Freiherr von Thielmann |

## De orde sinds 1945
In München besloten de door voor de Russen uit hun vaderland gevluchte Saksische agnaten Frederik Christiaan van Saksen, Maria Emanuel van Meißen en Albert Jozef van Saksen een kapittel van de orde bijeen te roepen. De aldaar aanwezige ridders en de vertegenwoordigers van de Saksische adel besloten om de orde verder te laten bestaan. In 1959 werd in Bamberg het "Konvent der Königlich Sächsischen Militär St.Heinrichs Ritter und Medaillenträger" ingesteld. De laatste ridder was Erich von Neindorff (17 februari 1894 in Koblenz - 3 november 1993 in Hamburg).
In 1968 lieten de laatste nog levende ridders in de Bamberger Dom een steen met de woorden "ZUM GEDÄCHTNIS AN DEN KÖNIGLICH SÄCHSISCHEN MILITÄR ST. HEINRICHSORDEN 1736 1918 GEWIDMET VON SEINEM LETZTEN RITTERN." plaatsen. In Dresden was een dergelijke herdenking ten tijde van de communistische dictatuur niet mogelijk.
Een ridderorde, gesticht of onderhouden door een na 1815 regerend monarch, heeft in het recht een bijzondere status. De ondergang van de Saksische monarchie en het opheffen van de staat Saksen door de zogenaamde DDR heeft voor de orde geen juridische gevolgen gehad. Het hoofd van het Huis Saksen heeft recht op het grootmeesterschap en het bezit van de orde. De Geallieerden hebben in 1945 het dragen van alle Duitse orden en onderscheidingen een tijd lang verboden. In de westelijke zônes werd dit verbod door een wet van de Bondsrepubliek Duitsland opgeheven waar het de Militaire Orde van Sint-Hendrik betrof. In de "DDR" bleef het geallieerde verbod tot aan de val van de muur van kracht.
De Saksische keurvorsten en koningen waren katholiek terwijl de Saksische bevolking grotendeels protestants bleef. Dat betekende dat de ordefeesten en het hof een sterk eucumenisch karakter droegen. De Militaire Orde van Sint-Hendrik heeft altijd ridders uit verschillende religies gekend en de vredesklasse bewaart deze traditie.
Sinds de ondergang van de DDR in 1990 komt de orde weer geregeld op Saksische bodem bijeen. Op 31 december 1963 werd ter gelegenheid van de 70e verjaardag van de Saksische toonpretendent Markgraaf Friedrich Christian v. Saksen een als „vredesklasse“ van de orde ingestelde „St.-Heinrichs-Nadel mit Krone“ ingesteld.  Het motto van wat nu de "St. Heinrichs Orden" heet is "PIETATE ET VIRTUTE". De orde interpreteert het Latijnse "pietate" als vroomheid dan wel plichtbewustzijn. De orde benadrukt het handelen vanuit christelijke waarden Er zijn leden benoemd en de Grootmeester verleent een erespeld. De speld lijkt op het vroegere ridderkruis; het centrum van het medaillon is het Saksische wapen met de groene kroon van wijnruit. Op de blauwe ring staat in gouden letters "FRIED. AVG.D.G.REX.INSTAVRATIT". Om deze ring is een gekroonde gouden lauwerkrans gelegd.
De Saksische troonpretendent draagt een grote uitvoering van de speld op het revers van zijn jas. De onderscheiden leden van de vredesklasse dragen een kleine speld op het revers of op een japon.
Het militaire karakter werd verlaten ten gunste van "die Erfüllung sittlicher Ideale und Pflichten". De orde is in Dresden gevestigd maar ziet de domkerk in Bamberg met het graf van St. Hendrik als haar spirituele thuis. De orde wil een brug tussen Beieren en Saksen zijn.
De huidige grootmeester is de Saksische troonpretendent Alexander Markgraf von Meissen Herzog zu Sachsen.

## Portretten

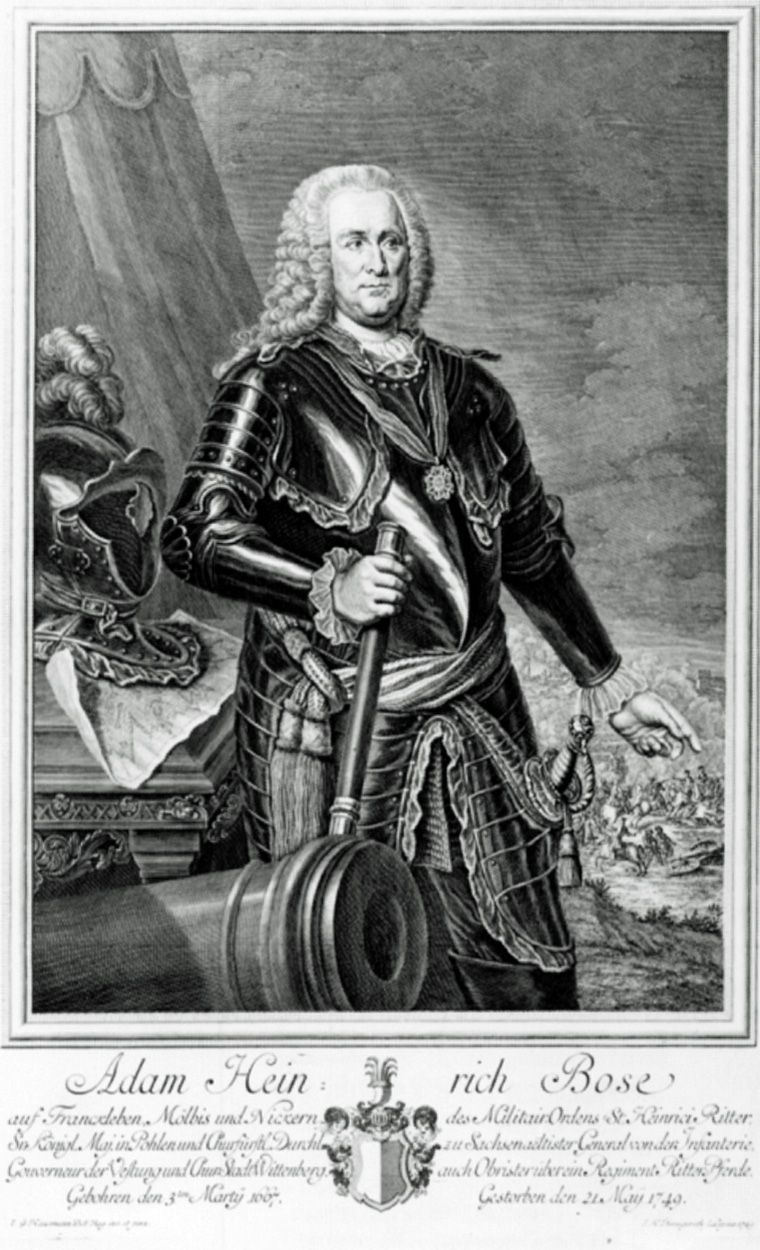
Generaal Adam Heinrich Bose was een van de eerste ridders
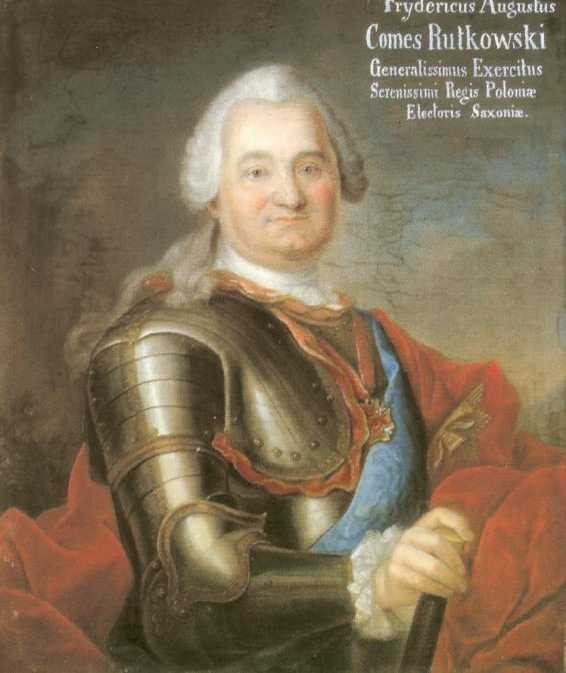
Frederik August Rutowski met de eerste uitvoering van het kruis om de hals
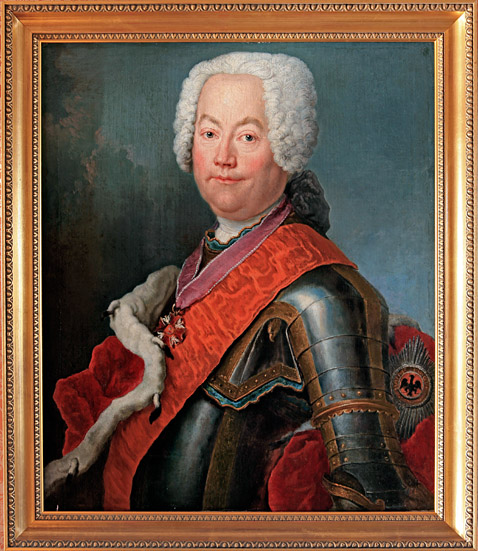
August Lodewijk van Anhalt-Köthen met het blauwe lint van de Orde van de Witte Adelaar en het eerste kruis van de Militaire Orde van Sint-Hendrik
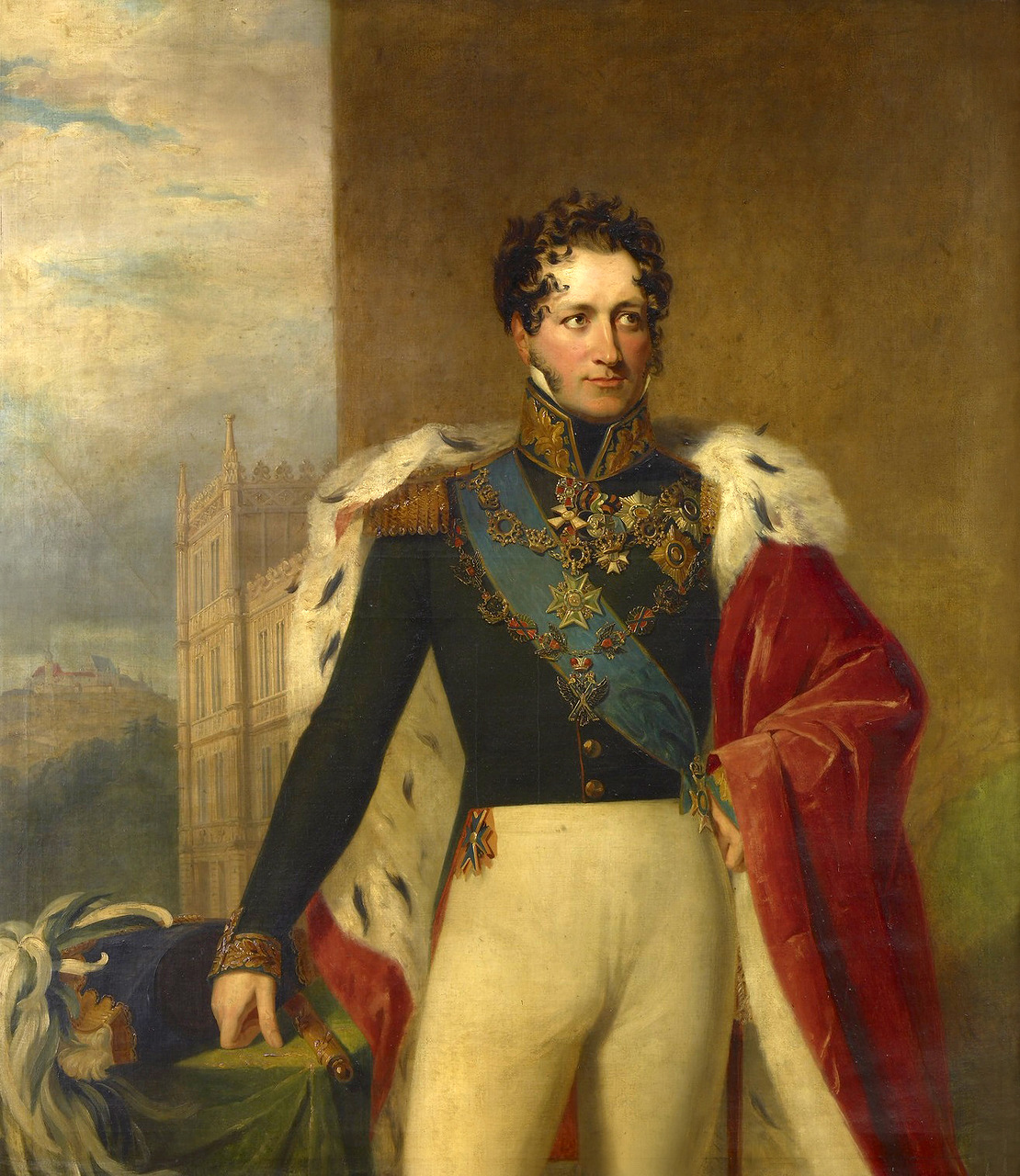
Ernst I van Saksen-Coburg en Gotha met het grootkruis en de ster
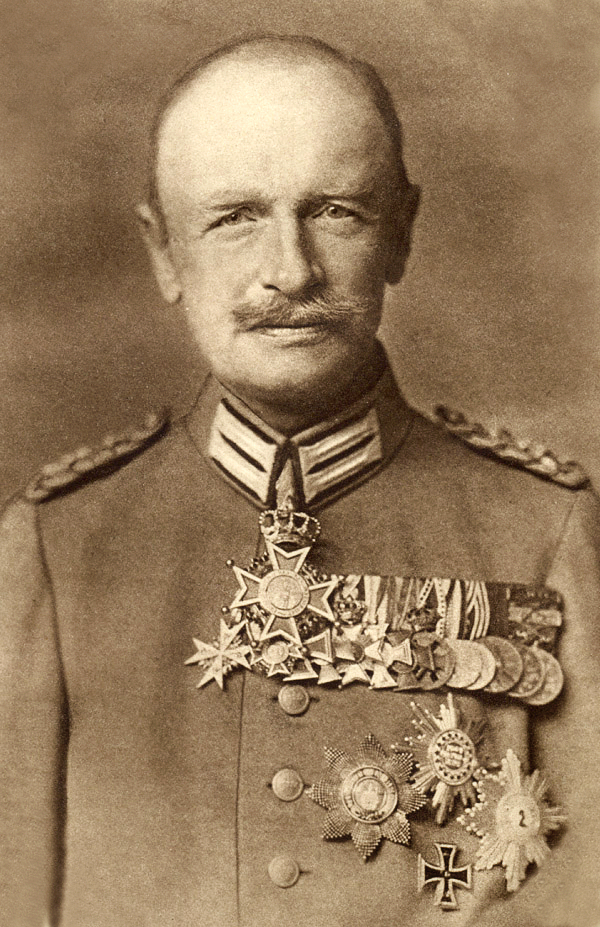
De laatste Saksische koning Frederik August III van Saksen draagt het kruis van de Grootmeester om de hals
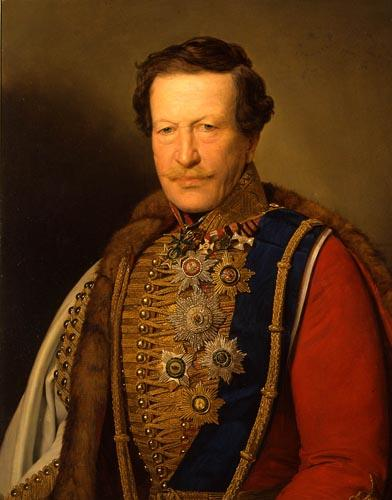
Emanuel Graf Mensdorff-Pouilly met de ster van de orde